# I-mate

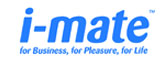
Logotipos de empresas de los Emiratos Árabes Unidos,compañía fundada por Jim Morrison,en 2009 nunca mas abrió,quedando en bancarrota.

i-mate PLC es una compañía que fabrica dispositivos inalámbricos que integran teléfonos inteligentes y pocket PC basados en el software Microsoft® Windows Mobile®. La compañía fue fundada el año 2001, por Jim Morrison.

## Historia
i-mate fue fundada en 2001 por Jim Morrison, quien poseía más de 20 años de experiencia en telecomunicaciones. El 2002, i-mate lanzó con gran éxito el i-mate™ Smartphone, su primer producto, en Europa y Oriente Medio. Al año siguiente, i-mate establece sus oficinas centrales en Dubái, EAU; donde trabajan menos de 100 personas. El producto fue también lanzado en el GITEX Dubái 2003.
Hoy en día la empresa ha lanzado más de 20 productos en varios mercados alrededor del mundo. 
Desde Dubái, la compañía ha ampliado su presencia al Oriente Medio, Australia, Nueva Zelanda, Sudáfrica, India y partes de Europa. En 2004, la marca entra a los mercados del Reino Unido e Italia, en 2005 a los EE. UU. y en 2008 a la Argentina y Chile.
i-mate se declaró en bancarrota en septiembre del 2009. Nunca más abrió sus puertas y sus usuarios quedaron sin soporte.
- Datos: Q2525834